# Campsicnemus thersites
Campsicnemus thersites är en tvåvingeart som beskrevs av Wheeler 1899. Campsicnemus thersites ingår i släktet Campsicnemus och familjen styltflugor. Inga underarter finns listade i Catalogue of Life.